# 富田浩太郎
富田 浩太郎（、1925年〈大正14年〉1月20日 - 2004年〈平成16年〉6月10日）は、日本の俳優。本名および別名義は冨田 浩太郎（読みは同じ）。

## 人物
熊本県玉名郡大浜町出身。宮崎大学農学部畜産学科卒業。新協劇団、劇団民藝、東映、劇団青俳を経て、東京俳優生活協同組合に所属していた。
九州学院高等学校の教員を経て劇団民藝に入団。舞台を中心に、映画やテレビドラマで脇役として活躍した。その知的で温厚な雰囲気から紳士的な役柄を演じることが多かったが、インテリ系の悪役としても実績を残している。
俳優活動の傍ら、教員経験を活かして民藝付属の演劇研究所や日本大学藝術学部などで演劇の講師も務めた。自らも「冨田演技塾」を主宰し、後進の育成に尽力した。
東京俳優生活協同組合に所属中の2004年6月10日、肺炎のため死去。79歳没。
評論家の川本三郎にとっては姉の夫だという。
教え子に小村哲生がいる。小村はその演出を受けて、芝居の凄さを知ったという。その時にしていた芝居は、子供達に観せるミュージカルっぽい芝居だったが、「子供たちにこそ最も質の高いものを与えるべきだ!!」と言って、小村はその時、ハートが熱くなり、「僕はそれを、子供たちに観せる芝居を、自分のライフワークにしたいと思います」と叫んでいたという。その後、色々な劇団を紹介し、そこへ面接に行くが、どこも小村の理想とかけ離れており、富田が「君は自分で劇団を立ち上げなさい。君に足りないところは僕が補ってあげるから」と言っていたという。当時、小村は若く、何も世間のことを無知だったことから「はい!やってみます」と1976年には劇団民話芸術座の旗揚げに至ったという。
特技は声楽、ピアノ。

## 出演作品

### 映画
- 眞空地帯（1952年、新星）
- 美しい人（1954年3月31日、新東宝） - 尾行者
- ここに泉あり（1955年2月12日、松竹） - 巌
- 胸より胸に（1955年12月6日、松竹） - 準主演で鎌倉の大学の先生
- 海の野郎ども（1957年8月21日、日活）
- 月光仮面 魔人の爪（1958年12月22日、東映） - 刑事
- 特ダネ三十時間 第三の女（1959年3月3日、東映） - 木内
- 東宝8.15シリーズ（東宝）
  - 激動の昭和史 軍閥（1970年8月11日） - 富本次官
  - 激動の昭和史 沖縄決戦（1971年） - 島の駐在[6]
- ゴジラシリーズ（東宝）
  - ゴジラ対メガロ（1973年） - 黒服の男[6][1][3]
  - メカゴジラの逆襲（1975年） - 太田[6][1]（海洋開発研究所所長[3]）
- 狼の紋章（1973年9月1日、東宝） - 田所[7]
- 連合艦隊（1981年、東宝） - 山本先任参謀

など

### テレビドラマ
- 渦（1955年、NHK）
- 捜査本部（1959年、MBS）
- ホームラン教室（1959年 - 1963年、NHK）
- 暖流（1960年、CX）
- 梟の城（1960年、CX） - 葛籠重蔵
- 少年探偵団（1960年 - 1961年、CX） - 明智小五郎（初代）
- 大河ドラマ（NHK）
  - 花の生涯（1963年）
  - 赤穂浪士（1964年） - 内藤万右衛門
  - 太閤記（1965年） - 豊臣秀長
  - 元禄太平記（1975年）
  - 峠の群像（1982年、NHK） - 荒木十左衛門
  - 徳川家康（1983年、NHK） - 山口光俊
- 松本清張シリーズ・黒の組曲 第42話「小町鼓」（1963年、NHK） - 大川伍平
- 新選組血風録 第23話「江戸の月」（1965年、NET） - 芳賀宜道
- ウルトラシリーズ（TBS）
  - ウルトラQ 第13話「ガラダマ」（1966年） - 植田（物理学研究室）
  - ウルトラマン 第26話、第27話「怪獣殿下（前編、後編）」（1967年） - 中谷教授
  - ウルトラマンタロウ 第23話「やさしい怪獣お父さん!」（1973年） - 三島馨
- 三匹の侍（CX）
  - 第4シリーズ 第25話「闘い / 雨の章」（1967年） - 山崎弥左衛門
  - 第6シリーズ 第15話「吹き溜り」（1969年） - 小柳左兵衛
  - 新三匹の侍 第11話「夜光珠が哭いている」（1970年） - 宮地彦四郎
- 俺は用心棒 第3話「昏い渦巻」（1967年、NET） - 与力・三原直次郎
- 愛の劇場 / 女の絶唱（1969年、TBS） - 島崎隆助
- 水戸黄門 第1部 第12話「娘の命一千両 -堺-」（1969年10月20日、TBS） - 銀蔵
- 火曜日の女シリーズ「恋の罠」（1970年、NTV / 東宝）
- 五番目の刑事 第14話「夜霧に散った女」（1970年、NET / 東映） - 根岸係長
- 大岡越前 第1部 第8話「千春の危機」（1970年、TBS） - 又五郎
- ポーラテレビ小説 / 花もめん（1970年 - 1971年、TBS） - 竹村
- 紫頭巾事件帖 第19話「殴り込み女仁義」（1972年、12ch / 松竹） - 松井
- 緊急指令10-4・10-10 第9話「青いインベーダー」（1972年、NET） - 萩原芳人
- サンダーマスク 第1話「見よ！暁の二段変身」（1972年、NTV） - 高瀬博士
- 恐怖劇場アンバランス 第11話「吸血鬼の絶叫」（1973年、CX） - 鬼崎進（吸血鬼）
- 剣客商売 第17話「兎と熊」（1973年、CX、東宝）- 町医師・村岡
- 大江戸捜査網（12ch→TX / 三船プロ）
  - 第148話「命を賭けた舞い扇」（1974年） - 立花
  - 第206話「流転の女」（1975年） - 尾張屋甚七
  - 第381話「命を賭けた哀しき女賊」（1979年） - 三上刑部
  - 第469話「汚れた顔の天使達」（1980年） - 近江屋
  - 第485話「花嫁絶唱お父っつあんの唄」（1981年） - 吉野屋孫兵衛
  - 第582話「おんなの肌は密室の切り札」（1983年） - 主膳
- 伝七捕物帳 （NTV）
  - 第23話「若君暗殺」（1974年） - 山尾頼母
  - 第104話「無実の獄門」（1976年） - 佐平
- 子連れ狼 第2部 第18話「哀燈流し」（1974年、NTV） - 島村伊三郎
- 斬り抜ける 第11話「女が闘うとき」（1974年、ABC） - 作左衛門
- 銭形平次 （CX）
  - 第449話「蜜の罠」（1974年） - 清左ヱ門
  - 第463話「燃える浮世絵」（1975年） - 岡谷英信
  - 第542話「平次相合い傘」（1976年） - 佐兵ヱ
  - 第594話「冬の蜆」（1977年） - 大黒屋
  - 第669話「雨の中に消えた女」（1979年） - 佐野屋
- 必殺必中仕事屋稼業 第23話「取込まれて勝負」（1975年、ABC / 松竹） - 玉木屋市兵衛
- 十手無用 九丁堀事件帖 第20話「奈落の花」（1976年、NTV） - 岩田屋
- 非情のライセンス 第2シリーズ（NET）
  - 第43話「兇悪の密室」（1975年） - 上野克介
  - 第109話「被写体」（1976年） - 宇垣専務（北日本建設）
- 太陽にほえろ! （NTV）
  - 第187話「愛」（1976年）
  - 第272話「秘密」（1977年） - 西島
  - 第298話「われら七曲署」（1978年） - 林田の上司
  - 第529話「山さんの危険な賭け」（1982年） - 滝沢教授
  - 第572話「青い鳥」（1983年） - 幸野病院神経科医
- スーパー戦隊シリーズ（NET→ANB）
  - 秘密戦隊ゴレンジャー 第41話「黒い大逆転!鳥取砂丘の攻防戦」（1976年） - 谷口博士
  - 太陽戦隊サンバルカン 第9話「怪物になったパパ」（1981年） - 小坂教授
- 落日燃ゆ（1976年、NET）
- 大都会 闘いの日々 第18話「少年」（1976年、NTV）
- 桃太郎侍（NTV）
  - 第10話「のろ松 恋ごころ」（1976年） - 喜助
  - 第81話「瞼に咲いた白い花」（1978年） - 稲垣対馬守
  - 第110話「惚れて笑って喧嘩して」（1978年）- 小出源四郎
  - 第158話「父子で彫った愛の面」（1979年）- 三沢屋藤兵衛
  - 第182話「命を賭けた恋だった」（1980年） - 遠州屋清兵衛 [注釈 3]
- 痛快! 河内山宗俊 第23話「真っ赤に咲いた想い花」（1976年、CX） - 吉野屋紀左衛門
- 遠山の金さん 第1シリーズ 第32話「逢びきは三途の川で」（1976年、NET）
- 森村誠一シリーズ / 腐蝕の構造（1977年、MBS） - 石原警部
- 江戸の旋風II 第35話「帰って来た男」（1977年、CX）
- NHK特集 / 日本の戦後
  - 第6話「くにのあゆみ 戦後教育の幕あき」（1977年） - 小林直樹
  - 第10話「オペラハウスの日章旗 サンフランシスコ講和会議」（1978年） - 田尻愛義
- 新五捕物帳（NTV）
  - 第3話「江戸の花夢の初恋」（1977年）
  - 第125話「袋小路の男」（1980年）
- 若さま侍捕物帳 第11話「参上!! 恐怖の妖刀」（1978年、ANB）
- 青春ド真中! 第5話「先生、その顔が嫌だ!!」（1978年、NTV） - 岡本政之の父
- スターウルフ 第24話「大宇宙・宿命の対決」（1978年、YTV） - ブラバス博士
- 西遊記 第21話「豚教国 翠蓮王女いざ出陣!」（1979年、NTV）
- 七瀬ふたたび 第6話「時をのぼる」（1979年、NHK）
- マー姉ちゃん（1979年） - 進藤医師 役
- 長七郎天下ご免! 第3話「激突! 燃えろ江戸っ子」（1979年、ANB / 東映） - 久左衛門
- 江戸の牙 第25話「瓦版 醜聞を追え!」（1980年、ANB） - 近江屋
- 大捜査線 第3話（1980年、CX）
- あさひが丘の大統領 第23話「私たち結婚します!」（1980年、NTV）
- 影の軍団II 第15話「黒衣に汚された恋」（1982年、KTV）- 大八木喜右衛門
- 立花登 青春手控え 第18話「あばよ」（1982年、NHK）
- 右門捕物帖 第31話「盗人宿の女」（1982年） - 梅吉
- メタルヒーローシリーズ（ANB）
  - 宇宙刑事シャリバン 第10話「幻夢城-東京 エキスプレスの影を追え」（1983年） - UFO社編集長
  - 宇宙刑事シャイダー 第9話「青ガキ隊大キライ」（1984年） - 滝沢（教育評論家）
- 西部警察 PART-III 第43話「走れ一兵! 成田発PM3」（1984年、ANB） - 神崎正義
- 流れ星佐吉 第3話「愛しい女の大願望」（1984年、KTV）
- 特捜最前線 第388話「老刑事と5号室の女!」（1984年、ANB）
- 土曜ワイド劇場 / 片岡孝夫の好青年探偵シリーズ 第5作「狙われた婚約者」（1985年、ABC）
- 恋はミステリー劇場 / 原島弁護士の愛と悲しみ（1985年、TBS）
- ザ・ハングマン4 第20話「麻薬女優と大学教授の恋がハメられる!」（1985年、ABC） - 横山和彦（東和大学理学部教授）
- 禁じられたマリコ（1985年 - 1986年、TBS） - 末永教授
- スケバン刑事III 少女忍法帖伝奇 第6話「鈴の音は地獄の使者か!?」（1986年、CX）
- 松本清張サスペンス・隠花の飾り / 再春（1986年、KTV）
- 木曜ゴールデンドラマ / 父と娘・七色の絆（1986年、YTV）
- 総務部総務課山口六平太 第1、9、10、12、15話（1988年、NHK） - 木更津部長
- 連続テレビ小説 / 君の名は（1991年、NHK）

など

### 舞台
- かの子撩乱
- 雨ふり小僧

など

### その他
- こどもにんぎょう劇場「ひとつのねがい」

### ラジオドラマ
- 新しい人よ眼ざめよ（1985年1月15日、NHK-FM） - 教師